# Sparebanken Vest
Sparebanken Vest is een commerciële bank in het westen van Noorwegen met hoofdkantoor in Bergen.
De bank werd in 1823 opgericht als Bergens Sparebank. Sparebanken Vest verliet de SpareBank 1 alliantie in december 2003 en werd weer een zelfstandige bank.